# 1895 (revue)
Pour l’article homonyme, voir 1895.
1895 revue d'histoire du cinéma, est une revue scientifique publiée par l'Association française de recherche sur l'histoire du cinéma.

## Présentation

### Objectifs
À raison de la publication de trois numéros par an, 1895 revue d'histoire du cinéma accueille des articles de fond qui ont vocation à servir de référence, des contributions de jeunes auteurs ainsi que des traductions de spécialistes étrangers.
« Liée au difficile renouveau des recherches historiques en France où le modèle « cinéphilique » maintient une approche majoritairement « gustative » dans la critique, l'édition et souvent à l'université, elle publie des travaux d'investigations historiques fondés sur la recherche en archives tant filmiques que documentaires, la mise à jour de sources primaires, la réflexion méthodologique dans l'approche des objets », souligne le site du Centre Pompidou.
La revue 1895 revue d'histoire du cinéma est fondée en 1986, au moment où se structure l'histoire du cinéma comme champ disciplinaire universitaire. Elle s'est d'abord appelée 1895 bulletin de l’Association française de recherche sur l’histoire du cinéma, du nom de l'association qui l'a fondée, puis en 2002 1895 Mille huit cent quatre-vingt-quinze. Revue de l’Association française de recherche sur l’histoire du cinéma, avant que le titre soit simplifié en 2011 en 1895 revue d’histoire du cinéma.

### Diffusion
La revue est disponible en libre accès, après une barrière mobile de trois ans. La collection 1986-2000 est disponible sur le portail Persée. À partir du numéro 31 (2000), la revue est accessible sur le portail OpenEdition Journals et sur le portail Cairn.info.
Elle bénéficie du soutien du Centre national du cinéma et de l'image animée et du Centre national du livre.